# فوتبال تکاملی حرفه‌ای ۲
فوتبال تکاملی حرفه‌ای ۲ (به انگلیسی: Pro Evolution Soccer 2) دومین بازی از سری بازی‌های فوتبال تکامل حرفه‌ای است که توسط شرکت کونامی منتشر شده‌است. این بازی در سال ۲۰۰۲ عرضه شده‌است و سازنده آن کونامی است.
این آخرین نسخه از سری بازی های فوتبال تکاملی حرفه ای بود که برای پلی استیشن منتشر شده است.

## محتوای بازی
بازی PES 2 شامل شش حالت بازی مختلف است: مسابقات تکی، تمرین، انواع تورنمنت‌های جامی و لیگ مستر (Master League) که در آن بازیکن می‌تواند یک تیم را انتخاب کرده، در مسابقات مختلف شرکت کند و در بازار نقل‌وانتقالات فعالیت داشته باشد. این بازی شامل ۴۰ تیم باشگاهی و ۵۶ تیم ملی بدون لیسانس است (به جز تیم ملی ژاپن که تنها تیم کاملاً دارای لیسانس در بازی محسوب می‌شود).
در نسخه انگلیسی بازی، پیتر برکلی و تروور بروکینگ به عنوان گویندگان مسابقات حضور دارند که جایگزین کریس جیمز و تری بوچر (گویندگان نسخه قبلی سری) شده‌اند. در نسخه ژاپنی بازی نیز جان کابیرا و تتسوئو ناکانیشی این نقش را بر عهده دارند.
آهنگ آغازین بازی "We Will Rock You" از گروه کوئین است که بعدها در نسخه Pro Evolution Soccer 2016 نیز مجدداً استفاده شد.

## بازخورد
بعد از انتشار بازی، مجله فامیتسو نمره ۳۶ از ۴۰ را به این بازی داد.